# Kalkara
Kalkara (oder Il-Kalkara) ist eine kleine Stadt in Malta mit 3113 Einwohnern (Stand 31. Dezember 2020). Der Name ist vom maltesischen Wort für „Brennofen“ abgeleitet, da solch ein Ofen zum Brennen von Kalk seit der römischen Zeit hier existierte.
Das Fort Ricasoli an der Nordspitze des Gemeindegebietes bildet den östlichen Teil der Einfahrt in den Großen Hafen von Malta. In dessen Nähe wurde 2003 auch ein Teil des Films Troja (u. a. mit Brad Pitt) gedreht. Die Kulissen stehen zum Teil noch.
Im ebenfalls zum Gemeindegebiet gehörenden Gewerbegebiet Ricasoli Industrial Estate ist die maltesische Fernsehstation Xandir Malta angesiedelt. Außerdem gibt es in der  Rinella Battery einen Themenpark über die dort ebenfalls ansässigen maltesischen Filmstudios.
Der Hauptteil des Gewerbegebietes wurde Ende 2006 komplett geräumt; die dortigen Produktionsfirmen (z. B. für Reinigungsmittel, Farben, chemische und pharmazeutische Produkte) wurden auf Gewerbegebiete auf der ganzen Insel Malta verteilt. Stattdessen soll in den nächsten Jahren dort Smart City entstehen, ein Gewerbegebiet für die bekanntesten Firmen aus der IT-Produktion (z. B. Microsoft, Siemens, Apple).

## Bilder

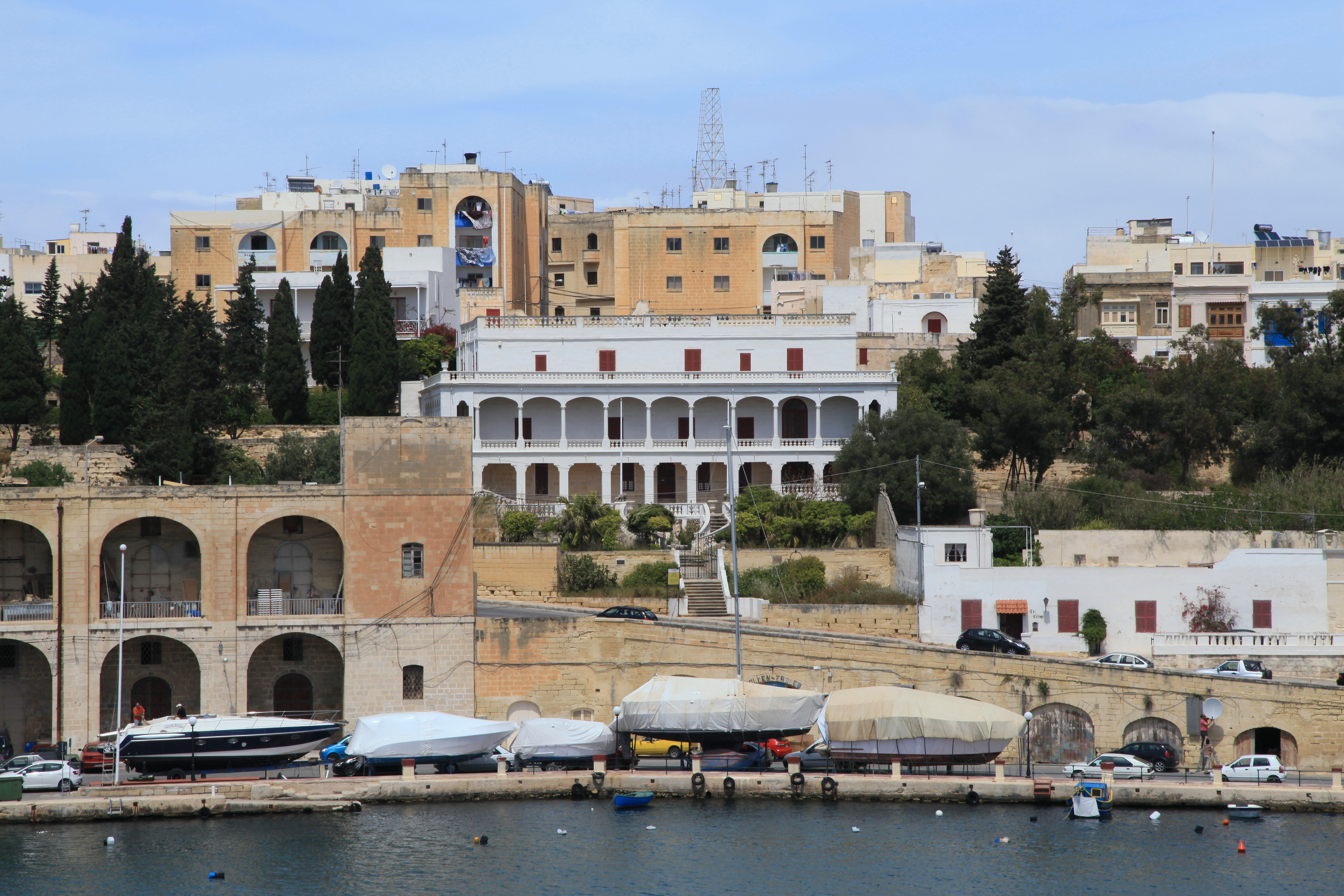
Kalkara, von Birgu aus gesehen
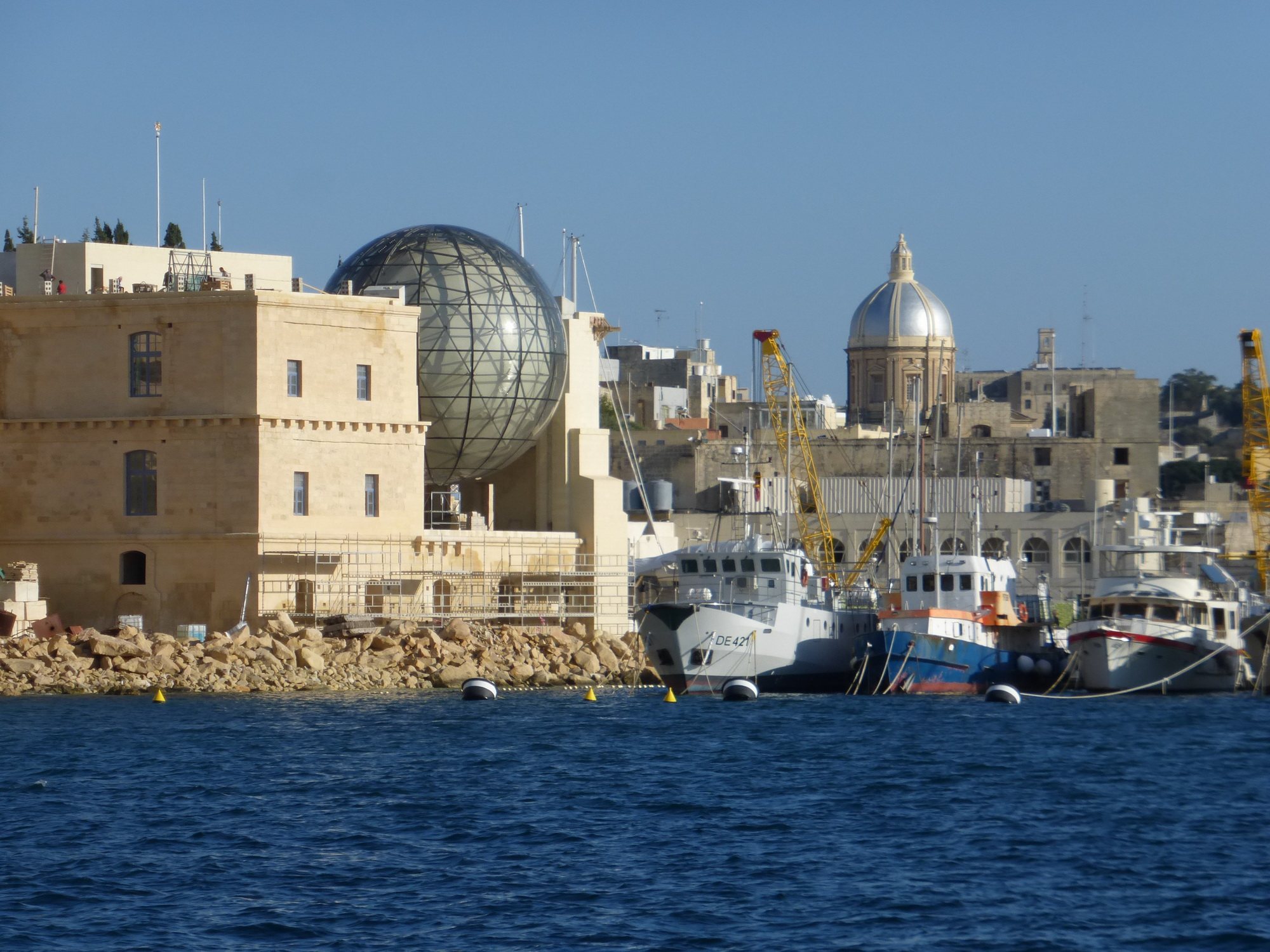
Kalkara vom Wasser aus gesehen
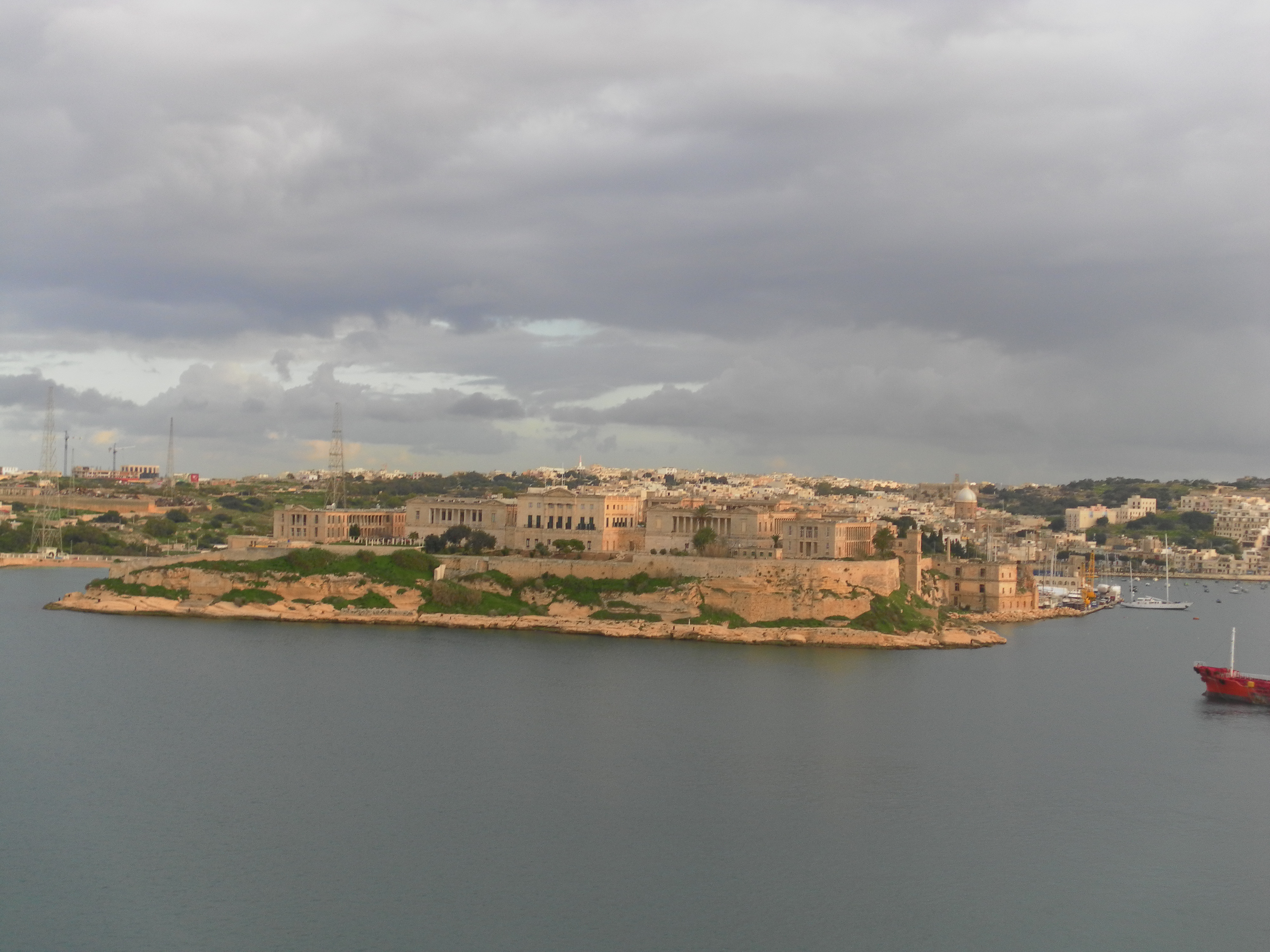
Bighi Hospital
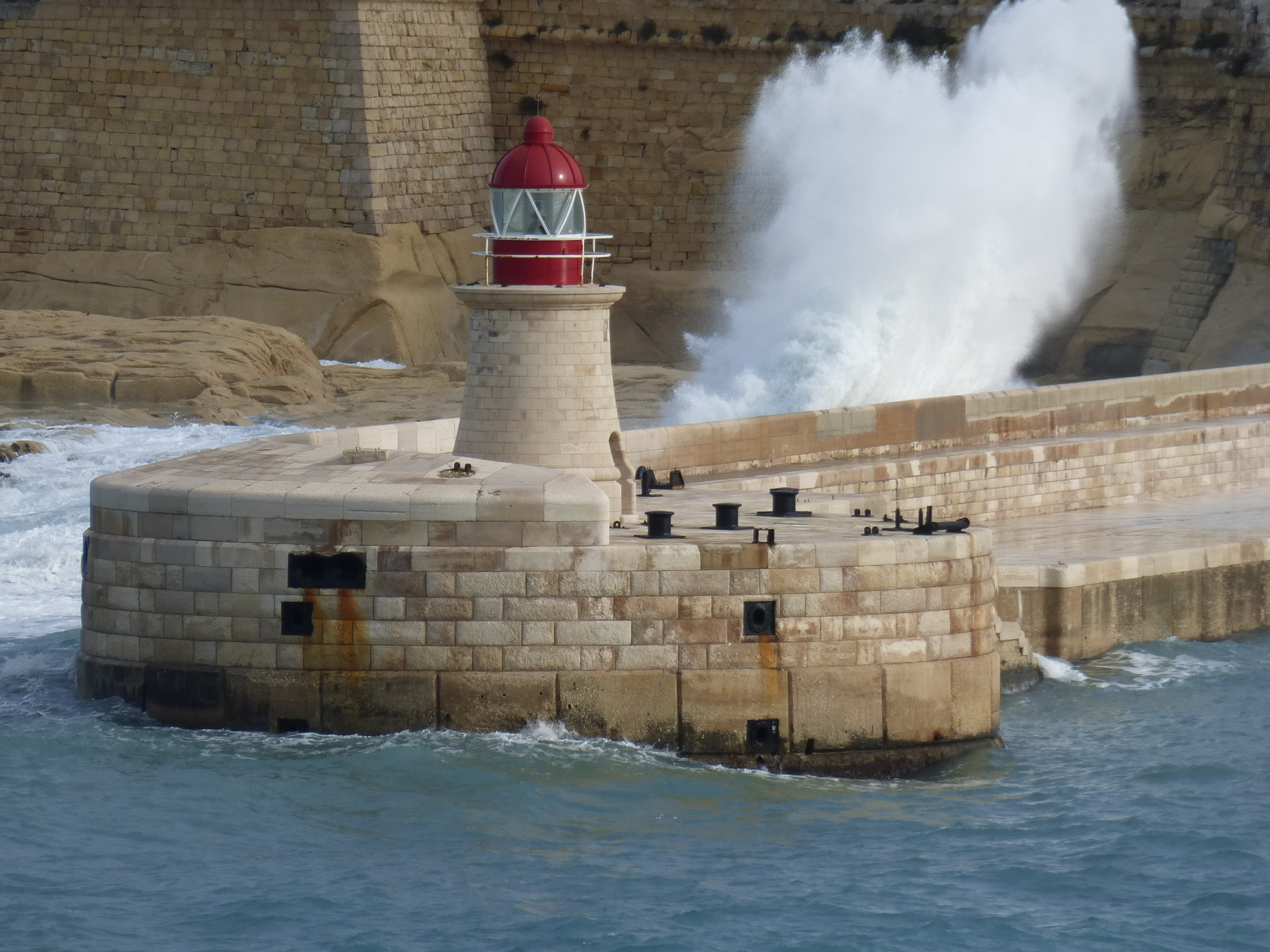
Leuchtturm bei Fort Ricasoli

## Söhne und Töchter
- Amber Bondin (* 1991), Sängerin